# سايكوناتس 2
سايكوناتس 2 (بالإنجليزية: Psychonauts 2)‏ هي لعبة منصات تم تطويرها بواسطة دابل فاين ونشرتها إكس بوكس غيم ستوديوز. تم الإعلان عن اللعبة في حفل جوائز اللعبة 2015، وتم إصدارها في 25 أغسطس 2021 لأنظمة مايكروسوفت ويندوز وبلاي ستيشن 4 وإكس بوكس ون وإكس بوكس سيريس إكس وسيريس أس، مع إصدارات لنظامي ماك أو إس ولينكس مخطط لها في المستقبل.
قوبلت لعبة سايكوناتس الأصلية، التي تم إصدارها في عام 2005، بإشادة من النقاد، لكنها فشلت في البيع بشكل جيد واعتبرت إخفاقًا تجاريًا لعدة سنوات بعد إصدارها الأول. عبّر تيم شيفرعن رغبته في إنشاء تكملة لسايكوناتس، لكن الطلب المالي لتطوير اللعبة أوقف أي محاولة جادة لعدة سنوات. استعادت شركة دابل فاين الملكية الفكرية للعبة من ماجيسكو إنترتنمنت في عام 2011، مما سمح لهم بإعادة إصدار اللعبة على المنصات الحديثة، والتي شهدت مبيعات قوية وزيادة الطلب من اللاعبين على تكملة. سعت دابل فاين للحصول على جزء من رأس مالها المالي لتمويل تطوير سايكوناتس 2 من خلال تمويل جماعي واستثمار بقيمة 3.3 مليون دولار أمريكي، تم إطلاقه بالتزامن مع إعلان اللعبة. جمعت الحملة ما يقرب من 4 ملايين دولار في بداية عام 2016. بينما كان من المقرر نشر سايكوناتس 2 في البداية بواسطة ستاربريز ستوديوز بموجب صفقة للنشر فقط، تعرضت ستاربريز ستوديوز للإفلاس في عام 2018. بحلول عام 2019، استحوذت مايكروسوفت على دابل فاين كجزء من إكس بوكس غيم ستوديوز وكذلك تأمين حقوق النشر من ستاربريز. سمح هذا الاستحواذ لدابل فاين بإكمال اللعبة كما هو متصور بدلاً من إسقاط المحتوى المخطط له.

## اللعب
سايكوناتس 2 هي لعبة منصة من منظور شخص ثالث مشابهة في طريقة اللعب لسابقتها. يتحكم اللاعب في راز، وهو رائد نفسي متخرج حديثًا يتمتع بقدرات نفسية قوية، وهو يتعمق في عقول الآخرين. يستخدم اللاعب «قوى بسي»، مثل التحريك العقلي، والتحريك الحركي، والتحليق، جنبًا إلى جنب مع عناصر لعبة النظام الأساسي الأكثر شيوعًا، لاستكشاف العوالم العقلية للعديد من الشخصيات غير اللاعبين.

## ملخص

### المقدمة
تدور أحداث سايكوناتس 2 في عالم خيالي بديل حيث توجد قوى نفسية بفضل العنصر الخيالي بسيتانيوم - وهي مادة جلبت إلى الكوكب بواسطة عدة نيازك. زي سايكوناتس هي وكالة تجسس دولية تركز على حفظ السلام النفسي، والبحث العلمي للعقل البشري، وتطوير التقنيات القائمة على علم النفس.
في سايكوناتس، يعتبر اللاعب راز شابًا بهلوانًا مفتونًا بوكالة زي سايكوناتس، ولكنه منبوذ من قبل عائلته التي تخشى قدراته النفسية. يهرب ويتسلل إلى معسكر ويسببرنج روك الصيفي، وهو مرفق تدريب للمجندين الشباب في سايكوناتس. أثناء وجوده هناك، يساعد في إحباط خطة للدكتور لوبوتو المخبول لسرقة أدمغة عملاء الرواد النفسيين ساشا نين وميلا فودلو والمدرب أولياندر، بينما كان يصادق مؤسس وكالة سايكوناتس فورد كرولير وليلي زانوتو، ابنة الرئيس الكبير لوكالة سايكوناتس، ترومان زانوتو. يتقبل والد راز، أوغسطس، هدف راز في أن يكون رائدًا نفسيًا، ويكشف عن قدراته النفسية الضعيفة.

### الشخصيات
بالإضافة إلى الشخصيات العائدة من الألعاب السابقة، تقدم سايكوناتس 2 الأعضاء المؤسسين الآخرين لسايكوناتس جنبًا إلى جنب مع فورد كرولير، المعروف باسم سايكك سكس: أوتو مينتاليس، المخترع الرئيسي الذي يساعد نين ويوفر معدات نفسية جديدة؛ كومبتون بول، الذي كان رائدًا في التخاطر مع الحيوانات؛ بوب زانوتو، عم ترومان زانوتو وقادر على التواصل مع الحياة النباتية؛ هيلموت فولبير، ممثل نفساني فقد جسده وظل دماغه في جرة لأكثر من 20 عامًا، مما جعله يفقد حواسه الخمس؛ وكاسي أوبيا، مؤلفة كتاب المساعدة الذاتية «مايندز ورم» الذي فقد في اضطراب تعدد الشخصية. من بين موظفي سايكوناتس الإضافيين في مقرهم الرئيسي، ماذرلوب، هوليس فورسيث، الرئيس الثاني للرواد النفسيين، نيك جونسميث، العضو الوحيد غير النفسي في سايكوناتس الذي يعمل في قسم غرفة البريد، ومجموعة من المتدربين الذين يتدربون ليصبحوا وكلاء. يشمل هؤلاء المتدربون سام بول، الأخت الكبرى لدوجين وحفيدة كومبتون التي يمكنها التواصل مع الحيوانات مثل عائلتها؛ آدم جيت، الحارس البريطاني الأفريقي في مجلس تاريخ رواد النفس الذي يستخدم اليويو كسلاح؛ موريس مارتينيز، أحد هواة الراديو الذين يسافرون عبر كرسي متحرك؛ جيسو، جناح الهندسة لأوتو والمتزلج على الألواح؛ نورما، مناورة داهية وحركية موهوبة؛ وليزي، شقيقة نورما المزاجية وذات الحركة الباردة. تم تقديم عائلة راز أيضًا، بما في ذلك أغسطس وزوجته ووالدة راز دوناتيلا، والأشقاء الأكبر سنًا ديون وفرازي، والأشقاء الصغار ميرتالا وكيبي، ومارونا الكبيرة، والدة أغسطس.

## التطوير

### التمثيل الصوتي
عاد معظم الممثلين الصوتيين الأصليين للعبة من سايكوناتس لتأدية شخصياتهم، ولا سيما ريتشارد هورفيتز ونيكي راب كأصوات راز وليلي على الترتيب. الجديد في سايكوناتس 2 يشمل جاك بلاك، الذي عمل في ألعاب دابل فاين السابقة. يعبر ريكي سيمونز عن تجسيد لإحدى قوى راز؛ كان هورفيتز وسيمونز قد عبرا سابقًا عن شخصيات زيم وجير في عرض الرسوم المتحركة زم الفضائي.

## الإطلاق
في حفل توزيع جوائز الألعاب لعام 2015، أعلن شيفر عن خطط دابل فاين للعمل على سايكوناتس 2 باستخدام حملة تمويل جماعي. سعت الشركة للحصول على 3.3 مليون دولار لتمويل اللعبة، والتي تمثل ما يقرب من ثلث تكاليف التطوير المخطط لها، وستزيد الأموال التي سيتم وضعها من قبل دابل فاين ومستثمر طرف ثالث. أشار شيفر إلى أن نهج التمويل هذا - جلب الأموال من مستثمرين متعددين بدلاً من ناشر واحد - يشبه النهج الذي تتبعه صناعة السينما، وعلاوة على ذلك، فإن استخدام التمويل الجماعي يمكن أن يخفف من بعض المخاطر التقليدية المرتبطة بالاستثمار، كونها وسيلة فعالة لإثبات المصلحة العامة في اللعبة.
بعد أيام قليلة من الإعلان عن حملة سايكوناتس 2، أعلنت دابل فاين عن تطوير لعبة سايكوناتس إن ذا رومبوس أوف روين، وهي لعبة واقع افتراضي يمولها الناشر لبلاي ستيشن في آر. اللعبة عبارة عن فصل مستقل أصغر يعمل كجسر بين اللعبة الأصلية وتكملة لها، ويضم راز والرواد النفسيين الآخرين الذين ينقذون ترومان زانوتو، ويرتبطون بخاتمة سايكوناتس.
خلال الحملة، أكد شيفر أنه بالإضافة إلى الممثلين الصوتيين، فإن العديد من أعضاء الفريق الذين عملوا على اللعبة الأصلية سيعودون للتكملة، بما في ذلك إريك وولباو ككاتب، وبيتر تشان وسكوت كامبل كفنانين، وبيتر ماكونيل كمؤلف. خططت شركة دابل فاين لاستخدام أنريل إينجن 4 لتطوير التكملة، مما سمح لهم بتوفير الوقت والمال اللذين يمكن إنفاقهما على تطوير محرك ألعاب مخصص، كما فعلوا في الماضي.
وصلت الحملة إلى هدفها التمويلي المستهدف مع بقاء خمسة أيام في حملتها التي استمرت 38 يومًا. عند الانتهاء، تم جمع ما مجموعه 3829.024 دولارًا أمريكيًا من 24109 داعمًا، مع حوالي 1,874,000 دولار (48 ٪) من أولئك الذين اختاروا الاستثمار في اللعبة مقارنةً بأولئك الذين اختاروا الخيارات التقليدية القائمة على المكافآت. تم ربط بعض هذا التمويل في العملية مع لجنة الأوراق المالية والبورصات للسماح لشركة فيج باستخدام مستثمرين غير معتمدين؛ غطت شركة فيج خلال هذا الوقت تكاليف تطوير دابل غاين من رأس مالهم الخاص. تم حل المشكلة بحلول سبتمبر 2016، مؤكدة أن دابل فاين ستتلقى المبلغ الممول أو المستثمر.
في فبراير 2016، أعلن زاك مكليندون، الذي عمل سابقًا كمدير تصميم في تو كي مارين وهارمونيكس، أنه تم تعيينه كمصمم رئيسي لسايكوناتس 2.
في فبراير 2017، أُعلن أن ستاربريز ستوديوز استثمرت 8 ملايين دولار للمساعدة في نشر اللعبة رقميًا عبر جميع المنصات. سوف يستردون الاستثمار من خلال كسب 85٪ من ربح المبيعات، بعد احتساب مستثمري شركة فيج، حتى يتم استرداده، ثم يأخذون 60٪ بعد ذلك. أثر الاستثمار فقط على التوزيع، حيث تحتفظ دابل فاين بكامل السيطرة على الملكية الفكرية وعملية التطوير.
فاين دابل فاين في الأصل لإصدار اللعبة في 2018، لكنهم أعلنوا في ديسمبر 2017 أنه مع تطوير اللعبة بالكامل ووضع خريطة الطريق المخططة لإطلاقها، فإن إطلاق اللعبة سيتأجل حتى 2019 على الأقل. عرضت دابل فاين أول مقطع ترويجي كامل للعبة في حفل جوائز اللعبة 2018 في ديسمبر 2018. كانت سايكوناتس 2 في مرحلة ألفا في هذا الوقت.
في يوليو 2019، أعلنت شركة دابل فاين أنها أرجأت إصدار اللعبة حتى عام 2020، لرغبتها في التأكد من أنها تجعل اللعبة جيدة كما يتوقعها اللاعبون. أعلنت شركة دابل فاين في يوليو 2020 أن اللعبة تأخرت أكثر حتى عام 2021، مما سيسمح بإصدار نسخة محسنة من إكس بوكس سيريس إكس وسيريس أس أيضًا. تم الإعلان رسميًا عن موعد إصدار اللعبة في معرض الترفيه الإلكتروني 2021. في 23 أغسطس 2021، كشفت دابل فاين أن إصدارات ماك أو إس ولينكس قد تأخرت إلى تاريخ مستقبلي غير معلن.

## الإستقبال
| استقبال |                                                      |
| --- | ---------------------------------------------------- |
| مجموع النقاط المجموع نقاط ميتاكريتيك (PC) 89/100 [ 17 ] (PS4) 87/100 [ 18 ] (XONE) 91/100 [ 19 ] (XSXS) 87/100 [ 20 ] نتائج المراجعة نشرة نقاط دستركتويد 8/10 [ 21 ] إلكترونك غيمينغ مونثلي [ 22 ] غيم إنفورمر 9/10 [ 23 ] غيم ريفولوشن 8.5/10 [ 24 ] غيم سبوت 9/10 [ 25 ] غيمز رادار [ 26 ] آي جي إن 8/10 [ 27 ] بي سي غيمر (الولايات المتحدة) 89/100 [ 28 ] بي سي غيمز إن 9/10 [ 29 ] شاك نيوز 9/10 [ 30 ] فنشر بيت [ 31 ] فيديو غيمر.كوم 8/10 [ 32 ] |                                                      |
| مجموع النقاط |                                                      |
| المجموع | نقاط                                                 |
| ميتاكريتيك | (PC) 89/100 (PS4) 87/100 (XONE) 91/100 (XSXS) 87/100 |
| نتائج المراجعة |                                                      |
| نشرة | نقاط                                                 |
| دستركتويد | 8/10                                                 |
| إلكترونك غيمينغ مونثلي | [ 22 ]                                               |
| غيم إنفورمر | 9/10                                                 |
| غيم ريفولوشن | 8.5/10                                               |
| غيم سبوت | 9/10                                                 |
| غيمز رادار | [ 26 ]                                               |
| آي جي إن | 8/10                                                 |
| بي سي غيمر (الولايات المتحدة) | 89/100                                               |
| بي سي غيمز إن | 9/10                                                 |
| شاك نيوز | 9/10                                                 |
| فنشر بيت | [ 31 ]                                               |
| فيديو غيمر.كوم | 8/10                                                 |

حصلت سايكوناتس 2 علي مراجعات «جيدة بشكل عام»، وفقًا لمجمع المراجعة ميتاكريتيك.
أعطى توم ماركس من آي جي إن اللعبة 8/10، قائلاً: «حتى مع وجود بعض الأشياء التي تحتاج إلى تحسين، فإن سايكوناتس 2 هي كل ما كنت أتمناه من هذا التكملة الذي طال انتظارها.» أعطت كيزا ماكدونالد من الغارديان اللعبة 5/5 وأشادت بمستوياتها الفريدة ومناطقها وشخصياتها التي لا تنسى، على الرغم من انتقادها لتأكيدها على المقتنيات التي اعتبروها قديمة وترقياتها «الزائدة عن الحاجة». جوش ويست من غيمز رادار أعطى اللعبة 4.5 / 5 وأشاد بخيالها وروح الدعابة ووصفها بأنها «مطربة صوتياً ومرئياً للحواس»، لكنه اعتقد أن معارك الزعماء كانت محبطة وأن نظام الترقية كان «غير فعال». أعطى كورت إندوفينا من غيم سبوت اللعبة 9/10 وأشاد بالكتابة والنهج في تناول موضوعات جادة تتعلق بحالات الصحة العقلية، والاتجاه الفني، والمنصات، والقتال، على الرغم من انتقاد معارك رئيسها على أنها ضعيفة.
أعطى ويل غرينوالد من مجلة بي سي اللعبة 4/5، مشيدًا بالتنوع في المرئيات وميكانيكا المنصات والألغاز، لكنه انتقد معركتها ووصفها بأنها «موحلة» والكمية المحدودة من القوى النفسية القابلة للاستخدام في أي وقت. أعطى جيوفاني كولانتونيو من ديجيتال تريندس اللعبة 4/5 وأشاد بتصميم المستوى، والمرئيات، والمنصة، على الرغم من انتقاد قصتها «المتضخمة»، وبينما أثنى على نظام الترقية، انتقد قدرة الشعوذة على أنها معقدة. أعطى مايك مينوتي من فنشر بيت اللعبة 4/5 وقال: «إذا كنت قد استمتعت من قبل بالنسخة الأصلية، أو العاب المنصات ثلاثية الأبعاد ذات الطابع النفسي، فأنا متأكد من أنك ستحب لعبة سايكوناتس 2 وستجد الكثير من الضحك على طول الطريق.» أشاد إدوين إيفانز ثيرلويل من يورو غيمر باللعبة على أنها«ذكية وغريبة وخيالية مثل نسخة عام 2005، مع فهم أكثر تطورًا للصحة العقلية.» قدم تقييمًا إيجابيًا للعبة وذكر أن «سايكوناتس 2 لا تتعلق بإطلاق النار على الرئيس الكبير في النهاية والتشجيع على جثثهم. بل تتعلق بفهم أنه حتى أكبر الأشخاص حمقاً لا يزالون أشخاصاً، وفي أعماقهم ربما بحاجة إلى بعض المساعدة. تبعث سايكوناتس 2 برسالة مفادها أنه يمكن للجميع التغيير.»